# Trygghetsråd
Trygghetsråd är i Sverige partssammansatta organisationer med uppgift att ge stöd till anställda, arbetsgivare och fackliga organisationer vid uppsägning på grund av arbetsbrist. Det är vanligt att trygghetsråd är organiserade som kollektivavtalsstiftelser.
TRR Trygghetsrådet, Trygghetsrådet TRS och Trygghetsrådet Fastigo är exempel på trygghetsråd. Trygghetsstiftelsen bedriver en liknande verksamhet på det statliga området.